# Евандър
 Тази статия е за персонажа от древногръцката митология.  За скулптора вижте Евандър (скулптор).  
Евандър (от гръцки: Εὔανδρος – „добър мъж“ или „силен мъж“) е древногръцки митичен герой от областта Аркадия. Той е цар на град Паланций, син на Хермес и аркадската нимфа Никострата. Според римската традиция е син на италийската богиня предсказателка Кармента. В Аркадия неговият култ е бил съсредоточен в Тегея и Фенея.
Около шестдесет години преди Троянската война се преселил в Италия и получил земя на Палатин, където основал селището Паланций (Палантеум). Според преданието пренесъл в Италия писмеността и култовете на Деметра, Посейдон, Херакъл, Нике и Пан (латинския Луперк). В подножието на хълма Палатин имало олтар и статуи на Евандър и сина му Палант. Оказал военна помощ на Еней срещу Турн.